# Aron Kifle
Aron Kifle (né le 20 février 1998) est un athlète érythréen, spécialiste du fond.
Il participe à la finale du 5 000 m lors des Championnats du monde 2015. Sur 10 000 m, il établit un record national junior de 27 min 26 s 20 en remportant la médaille d'or lors des Championnats du monde juniors de 2016 à Bydgoszcz.

## Palmarès
| Date | Compétition                            | Lieu      | Résultat | Épreuve       | Temps          |
| ---- | -------------------------------------- | --------- | -------- | ------------- | -------------- |
| 2016 | Championnats du monde juniors          | Bydgoszcz | 1er      | 10 000 m      | 27 min 26 s 20 |
| 2017 | Championnats du monde                  | Londres   | 7e       | 5 000 m       | 13 min 36 s 91 |
| 2018 | Championnats du monde de semi-marathon | Valence   | 3e       | Semi-marathon | 1 h 0 min 31 s |
| 2019 | Jeux africains                         | Rabat     | 2e       | 10 000 m      | 27 min 57 s 79 |

## Records
| Épreuve       | Temps         | Lieu      | Date            |
| ------------- | ------------- | --------- | --------------- |
| 5 000 m       | 13 min 5 s 00 | Vienne    | 22 juin 2024    |
| 10 000 m      | 27 min 9 s 74 | Nerja     | 14 juin 2024    |
| Semi-marathon | 59 min 51 s   | New Delhi | 21 octobre 2018 |